# Camillus Archibong Etokudoh
Camillus Archibong Etokudoh (ur. 1949 w Ikot Uko Etor) – nigeryjski duchowny rzymskokatolicki, w latach 2009–2025 biskup Port Harcourt.